# Laurence Naismith
Laurence Naismith (Thames Ditton, Surrey, 14 december 1908 - Southport, Queensland, 5 juni 1992) was een Brits acteur. Hij speelde onder meer rechter Fulton in The Persuaders, naast hoofdrolspelers Roger Moore en Tony Curtis. Ook speelde hij Father Harris in de serie Oh, Father!.
Voordat Naismith acteur werd, voer hij bij de Britse marine. Hij maakte zijn acteerdebuut in 1927 op het Londense toneel, in het stuk Oh, Boy. In 1930 voegde hij zich bij een rondreizend theatergezelschap en bleef hierbij tot de Tweede Wereldoorlog. Na negen jaar in het leger, keerde Naismith terug naar het acteren en begon ook filmrollen te spelen, waarbij zijn zeemansverleden van pas kwam. Zo speelde hij een kapitein in Mogambo (1953). Verder was hij onder meer te zien in Boy on a Dolphin (1957), A Night to Remember (1958) en in Village of the Damned (1960). Ook speelde hij een rolletje in de Bondfilm Diamonds Are Forever (1971).

## Trivia
- Naismith diende ooit in de marine.
- Hij was een gecertificeerd judo-leraar en had een zwarte band in zowel judo als karate.
- Nadat hij stopte met acteren, emigreerde hij naar Australië, waar hij een pub opende. Hij overleed op 83-jarige leeftijd.

## Filmografie
- Trouble in the Air (1948) - Tom Hunt
- A Piece of Cake (1948) - Mr. Mound
- Badger's Green (1949) - Mr. Butler
- Kind Hearts and Coronets (1949) - Cipier (Niet op aftiteling)
- Train of Events (1949) - Joe Hunt (Segment 'The Actor')
- The Chiltern Hundreds (1949) - Verslaggever (Niet op aftiteling)
- Dark Secret (1949) - Rol onbekend (Niet op aftiteling)
- The Happiest Days of Our Lives (1950) - Dr. Collett (Leraar)
- Room to Let (1950) - Editor
- Whispering Smith Hits London (1950) - Parker
- Pool of London (1951) - Commissionaire
- There Is Another Sun (1951) - Riley, Green's trainer
- Hell Is Sold Out (1951) - Dr. Monceau
- Calling Bulldog Drummond (1951) - Hardcastle, kaartspeler (Niet op aftiteling)
- Chelsea Story (1951) - Sergeant Matthews
- High Treason (1951) - Reginald Gordon-Wells
- The Long Memory (1952) - Hasbury
- His Excellency (1952) - Soldaat
- The Happy Family (1952) - Raadsman
- I Believe in You (1952) - Sgt. Braxton
- Mother Riley Meets the Vampire (1952) - Politieman achter bureau (Niet op aftiteling)
- Penny Princess (1952) - Louis, de gevangenisbewaarder (Niet op aftiteling)
- A Killer Walks (1952) - Dokter
- Love in Pawn (1953) - Oom Amos
- Time Bomb (1953) - Ambulance-broeder (Niet op aftiteling)
- Cosh Boy (1953) - Inspecteur Donaldson
- Rough Shoot (1953) - Blossom
- The Beggar's Opera (1953) - Matt of the Mint
- Mogambo (1953) - Schipper
- Gilbert Harding Speaking of Murder (1954) - Harcourt Garnett
- The Vise Televisieserie - Dr. Damon (Afl., Dr. Damon's Experiment, 1954)
- The Million Pound Note (1954) - Walter Craddock (Niet op aftiteling)
- The Black Knight (1954) - Majoor Domo
- Final Column (1955) - Rol onbekend
- Carrington V.C. (1955) - Majoor R.E. Panton
- The Dam Busters (1955) - Boer
- Josephine and Men (1955) - Porter
- The Vise Televisieserie - Bob Craig (Afl., By Persons Unknown, 1955)
- Richard III (1955) - The Lord Stanley
- The Extra Day (1956) - Kurt Vorn
- The Man Who Never Was (1956) - Adm. Cross
- The Adventures of Robin Hood Televisieserie - Sir William de Courcier (Afl., The Miser, 1956)
- Adventure Theater Televisieserie - Harcourt Garnett (Afl., Thirty Days to Die, 1956)
- Lust for Life (1956) - Dr. Bosman
- Tiger in the Smoke (1956) - Canon
- The Barretts of Wimpole Street (1957) - Dr. Chambers
- Seven Waves Away (1957) - Kapitein Paul Darrow
- Boy on a Dolphin (1957) - Dr. Hawkins
- The Weapon (1957) - Jamison
- Robbery Under Arms (1957) - Ben Marston
- The Gypsy and the Gentleman (1958) - Dr. Forrester
- I Accuse! (1958) - Rechter bij rechtszaak Esterhazy
- Gideon's Day (1958) - Arthur Sayer
- The Naked Earth (1958) - Huidenhandelaar
- A Night to Remember (1958) - Kapt. Edward John Smith
- The Two-Headed Spy (1958) - Gen. Hauser
- La tempesta (1958) - Maj. Zurin
- Third Man on the Mountain (1959) - Teo Zurbriggen
- The Third Man Televisieserie - Ostrow (Afl., The Tenth Symphony, 1959)
- Solomon and Sheba (1959) - Hezrai
- The Criminal (1960) - Mr. Town
- Sink the Bismarck! (1960) - First Sea Lord
- The Angry Silence (1960) - Martindale
- The Trials of Oscar Wilde (1960) - Prins van Wales
- Village of the Damned (1960) - Dokter Willers
- Danger Man Televisieserie - Spooner (Afl., The Blue Veil, 1960)
- The World of Suzie Wong (1960) - O'Neill
- The Singer Not the Song (1961) - Oude oom
- Greyfriars Bobby: The True Story of a Dog (1961) - Mr. Traill
- Sir Francis Drake Televisieserie - Sir Miles Burns (Afl., The Garrison, 1961)
- We Joined the Navy (1962) - Admiraal Blake
- The Valiant (1962) - Admiraal
- Disneyland Televisieserie - Rol onbekend (Afl., The Prince and the Pauper: The Pauper King, 1962)
- The 300 Spartans (1962) - Eerste afgevaardigde
- I Thank a Fool (1962) - O'Grady
- Cleopatra (1963) - Arachesilaus (Niet op aftiteling)
- Jason and the Argonauts (1963) - Argos
- The Third Man Televisieserie - De McCriach van McCriach (Afl., The Way of McEagle, 1963)
- The Defenders Televisieserie - Mr. Collins (Afl., The Thief, 1964)
- The Three Lives of Thomasina (1964) - Eerwaarde Angus Peddie
- The Fugitive Televisieserie - Alan Fielding (Afl., Last Second of a Big Dream, 1965)
- Profiles in Courage Televisieserie - John Adams (Afl., John Quincy Adams, 1965)
- 12 O'Clock High Televisieserie - Gilly Bright (Afl., The Threat, 1965)
- Profiles in Courage Televisieserie - George Mason (Afl., George Mason, 1965)
- Bob Hope Presents the Chrysler Theatre Televisieserie - Gordon Knight (Afl., The Fatal Mistake, 1966)
- The Fugitive Televisieserie - Dr. McAllister (Afl., Not With a Whimper, 1966)
- Sky West and Crooked (1966) - Edwin Dacres
- The Invaders Televisieserie - Professor Curtis Lindstrom (Afl., The Experiment, 1967)
- Bob Hope Presents the Chrysler Theatre Televisieserie - Inspecteur Rason (Afl., Blind Man's Bluff, 1967)
- Deadlier Than the Male (1967) - Sir John Bledlow
- The Scorpio Letters (Televisiefilm, 1967) - Burr
- The Fugitive Televisieserie - John Mallory (Afl., The Shattered Silence, 1967)
- The Long Duel (1967) - McDougal
- Camelot (1967) - Merlijn
- The Invaders Televisieserie - Cyrus Stone (Afl., The Ransom, 1967)
- Fitzwilly (1967) - Mr. Cotty (Niet op aftiteling)
- Mannix Televisieserie - Anton (Afl., The Silent Cry, 1968)
- Hallmark Hall of Fame Televisieserie - Lord Loam (Afl., The Admirable Crichton, 1968)
- Lancer Televisieserie - Collier (Afl., Glory, 1968)
- Love Story Televisieserie - Rol onbekend (Afl., A Man for a House, 1969)
- Eye of the Cat (1969) - Dr. Mills
- The Valley of Gwangi (1969) - Prof. Horace Bromley
- Bonanza Televisieserie - Don Q. Hought (Afl., Another Windmill to Go, 1969)
- The Name of the Game Televisieserie - Reddington (Afl., Lady on the Rocks, 1969)
- The Bushbaby (1969) - Prof. 'Cranky' Crankshaw
- Run a Crooked Mile (Televisiefilm, 1969) - Lord Dunnsfield
- Hallmark Hall of Fame Televisieserie - Lord Pomeroy (Afl., The File on Devlin, 1969)
- Scrooge (1970) - Mr. Fezziwig
- Quest for Love (1971) - Sir Henry Larnstein
- Diamonds Are Forever (1971) - Sir Donald Munger
- The Persuaders! Televisieserie - Rechter Fulton (11 afl., 1971-1972)
- Young Winston (1972) - Lord Salisbury
- The Protectors Televisieserie - Prof. Alexander Schelpin (Afl., Balance of Terror, 1972)
- The Amazing Mr. Blunden (1972) - Mr. Blunden
- Oh, Father! Televisieserie - Father Harris (7 afl., 1973)
- Fall of Eagles Televisieserie - Keizer Franz Jozef I van Oostenrijk-Hongarije (Afl., Requiem for a Crown Prince, 1974|Dress Rehearsal, 1974|Indian Summer of an Emperor, 1974)
- Return of the Saint Televisieserie - Generaal Platt (Afl., The Poppy Chain, 1978)
- Romeo & Juliet (Televisiefilm, 1978) - Prins Escalus
- Barriers Televisieserie - Dr. Ernest Jolland (Episode 1.6, 1981|Episode 1.13, 1981|Episode 2.1, 1982)
- I Remember Nelson Televisieserie - Eerwaarde Edmund Nelson (4 afl., 1982)

- Biblioteca Nacional de España: XX1748586
- Bibliothèque nationale de France: cb140712437 (data)
- Gemeinsame Normdatei: 142278769
- International Standard Name Identifier: 0000 0000 8101 5263
- Library of Congress Control Number: n85327142
- MusicBrainz: d0846291-e1be-4312-931a-62370c7eedd0
- Nationale Bibliotheek van Israël: 987007462244405171
- Istituto Centrale per il Catalogo Unico: DDSV073374
- Système universitaire de documentation: 066754771
- Virtual International Authority File: 22347590
- WorldCat: E39PBJtcBcpCyFjyPmqgvmdxXd